# Franchu Feuillassier
Francisco «Franchu» Feuillassier Abalo (Mar del Plata, Argentina, 12 de mayo de 1998) es un futbolista argentino que juega como centrocampista en el Karmiotissa Polemidion, de la Primera División de Chipre.

## Trayectoria
Ingresó en las categorías inferiores del Real Madrid en el año 2009, cuando Juan Eduardo Esnáider le descubrió en el Cadetes San Martín de Argentina. Paso por la fábrica en categorías alevín e infantil, hasta que en el año 2011 se fue al Rayo Vallecano, donde jugaría 5 temporadas hasta regresar en 2016.
La temporada 2016-17 ingresó al equipo juvenil entrenado por Matias Tello, con el que conquistó el triplete, y en la temporada 2017-18 ascendió al Real Madrid Castilla Club de Fútbol, primer filial del club madrileño, para ponerse a las órdenes de Santiago Solari, donde sería titular indiscutible en la Segunda División "B".
El 26 de octubre de 2017 debutó con el Real Madrid en partido oficial contra el C. F. Fuenlabrada en la Copa del Rey, convirtiéndose en el tercer canterano que Zidane hacía debutar con el primer equipo del Real Madrid.
En las filas del Real Madrid Castilla C. F. marcó 6 goles en sus más de 60 encuentros con la camiseta blanca en Segunda B.
El 8 de septiembre de 2020 firmó por el Club de Fútbol Fuenlabrada como cedido por una temporada para competir en la Segunda Diivsión. Tras la misma acabó abandonando el Real Madrid y firmó por tres años con la S. D. Eibar. Su primera campaña con el conjunto armero estuvo marcada por una lesión que sufrió en el mes de octubre y que le hizo perderse todo lo que quedaba de competición. Una vez recuperado, se llegó a un acuerdo con el F. C. Cartagena para que jugara cedido en el equipo cartagenero durante la temporada 2022-23.
En septiembre de 2023 llegó a un acuerdo con la S. D. Eibar para rescindir su contrato y fichó por el Diósgyőri VTK húngaro.

## Estadísticas

### Clubes
Actualizado hasta su último partido disputado el 11 de abril de 2025.
| Club                                | Div.          | Temporada     | Liga  | Liga  | Liga   | Copas nacionales | Copas nacionales | Copas nacionales | Copas internacionales | Copas internacionales | Copas internacionales | Total | Total | Total  |
| Club                                | Div.          | Temporada     | Part. | Goles | Asist. | Part.            | Goles            | Asist.           | Part.                 | Goles                 | Asist.                | Part. | Goles | Asist. |
| ----------------------------------- | ------------- | ------------- | ----- | ----- | ------ | ---------------- | ---------------- | ---------------- | --------------------- | --------------------- | --------------------- | ----- | ----- | ------ |
| Real Madrid Castilla C. F. · España | 2.ª B         | 2016-17       | 1     | 0     | 0      | —                | —                | —                | —                     | —                     | —                     | 1     | 0     | 0      |
| Real Madrid Castilla C. F. · España | 2.ª B         | 2017-18       | 32    | 2     | 6      | —                | —                | —                | —                     | —                     | —                     | 32    | 2     | 6      |
| Real Madrid Castilla C. F. · España | 2.ª B         | 2018-19       | 13    | 3     | 2      | —                | —                | —                | —                     | —                     | —                     | 13    | 3     | 2      |
| Real Madrid Castilla C. F. · España | 2.ª B         | 2019-20       | 15    | 1     | 3      | —                | —                | —                | —                     | —                     | —                     | 15    | 1     | 3      |
| Real Madrid Castilla C. F. · España | Total club    | Total club    | 61    | 6     | 11     | 0                | 0                | 0                | 0                     | 0                     | 0                     | 61    | 6     | 11     |
| Real Madrid C. F. · España          | 1.ª           | 2017-18       | —     | —     | —      | 2                | 0                | 0                | —                     | —                     | —                     | 2     | 0     | 0      |
| Real Madrid C. F. · España          | Total club    | Total club    | 0     | 0     | 0      | 2                | 0                | 0                | 0                     | 0                     | 0                     | 2     | 0     | 0      |
| C. F. Fuenlabrada · España          | 2.ª           | 2020-21       | 32    | 1     | 2      | 2                | 0                | 0                | —                     | —                     | —                     | 34    | 1     | 2      |
| C. F. Fuenlabrada · España          | Total club    | Total club    | 32    | 1     | 2      | 2                | 0                | 0                | 0                     | 0                     | 0                     | 34    | 1     | 2      |
| S. D. Eibar · España                | 2.ª           | 2021-22       | 8     | 0     | 0      | —                | —                | —                | —                     | —                     | —                     | 8     | 0     | 0      |
| S. D. Eibar · España                | Total club    | Total club    | 8     | 0     | 0      | 0                | 0                | 0                | 0                     | 0                     | 0                     | 8     | 0     | 0      |
| F. C. Cartagena · España            | 2.ª           | 2022-23       | 27    | 2     | 1      | 2                | 1                | 0                | —                     | —                     | —                     | 29    | 3     | 1      |
| F. C. Cartagena · España            | Total club    | Total club    | 27    | 2     | 1      | 2                | 1                | 0                | 0                     | 0                     | 0                     | 29    | 3     | 1      |
| Diósgyőri VTK · Hungría             | 1.ª           | 2023-24       | 13    | 2     | 0      | 2                | 1                | 1                | —                     | —                     | —                     | 15    | 3     | 1      |
| Diósgyőri VTK · Hungría             | 1.ª           | 2024-25       | 14    | 1     | 1      | 1                | 0                | 1                | —                     | —                     | —                     | 15    | 1     | 2      |
| Diósgyőri VTK · Hungría             | Total club    | Total club    | 27    | 3     | 1      | 3                | 1                | 2                | 0                     | 0                     | 0                     | 30    | 4     | 3      |
| Karmiotissa Polemidion Chipre       | 1.ª           | 2024-25       | 8     | 0     | 1      | —                | —                | —                | —                     | —                     | —                     | 8     | 0     | 1      |
| Karmiotissa Polemidion Chipre       | Total club    | Total club    | 8     | 0     | 1      | 0                | 0                | 0                | 0                     | 0                     | 0                     | 8     | 0     | 1      |
| Total carrera                       | Total carrera | Total carrera | 163   | 12    | 16     | 9                | 2                | 2                | 0                     | 0                     | 0                     | 172   | 14    | 17     |
| 1.                                  |               |               |       |       |        |                  |                  |                  |                       |                       |                       |       |       |        |